# Tempio anglicano
Il tempio anglicano o chiesa anglicana (ufficialmente Chiesa di Cristo, (EN)  Christ Church) è un edificio di culto situato a Trieste, in via San Michele.
Il tempio anglicano, oggi di proprietà dell'amministrazione comunale, viene ancora utilizzato per i servizi religiosi anglicani, oltre che per quelli della comunità ortodossa rumena, nonché come sala per le prove del coro della Cappella civica.

## Storia
La comunità inglese è presente a Trieste fin dal XVII secolo, favorita dal commercio navale. Dopo l'epoca napoleonica, divenne una delle più ricche della città. Nel 1818 John Allen fondò la prima compagnia triestina di navigazione a vapore, mentre risale al 1836 la creazione del Lloyd austriaco di navigazione.
Nel 1820 alcuni commercianti e operatori marittimi inglesi e statunitensi, alcuni dei quali arrivati a Trieste in epoca napoleonica e residenti sui colli di San Vito e Sant'Andrea, decisero di fondare una comunità anglicana, separandosi da quella elvetica.
A seguito della patente di tolleranza, i 14 fondatori della chiesa anglicana di Trieste ottennero dall'imperatore austroungarico Francesco I d'Austria la rapida autorizzazione a edificare un edificio di culto, che tuttavia poté essere iniziato solo dopo il riconoscimento della comunità da parte del governo britannico, avvenuto con gran ritardo nel 1827. Dopo la nomina del primo cappellano da parte del vescovo di Londra (1829), la comunità poté finalmente incaricare l'architetto Giacomo Fumis di realizzare il progetto della chiesa (datato 27 agosto 1830), da edificare in contrada San Michele.
L'edificio neoclassico fu ufficialmente inaugurato il 26 giugno 1831 e intitolato a Cristo (Christ Church).
In seguito, l'interno della chiesa venne ampliato con una cappella per l'altare e la galleria dell'organo, a causa dell'aumento dei membri della comunità (160 persone). Nel 1842 sono registrate 250 persone nella comunità anglicana triestina.
Peraltro, dal momento che i membri della comunità cambiavano in continuazione (essendo commercianti, marinai o persone di passaggio), la comunità entrò in crisi finanziaria: ciò portò alla chiusura del tempio dal 1844 al 1862 e la questione dovette essere risolta direttamente dal governo britannico. Dopo la ripresa dei servizi liturgici (officiati dal cappellano di Fiume), con l'aggiunta anche di una scuola inglese, la chiesa dovette rimanere chiusa nei due conflitti mondiali. Nel secondo dopoguerra, l'edificio divenne una chiesa militare (garrison church) per le truppe anglo-statunitensi presenti a Trieste fino al 1954, ritornando in seguito ad essere una chiesa civile per le famiglie rimaste dopo la restituzione di Trieste all'Italia.
Nel 1976 l'edificio venne gravemente danneggiato e reso inagibile dal terremoto del Friuli. Per diversi anni la comunità anglicana triestina trovò ospitalità in chiese di altre religioni, ma la mancanza di fondi impedì il recupero della chiesa.
Nel 1985, su iniziativa di Ruby Margaret Crisell in Gasparini (1929-2013), decano di Trieste per 47 anni, la Diocesi anglicana di Gibilterra in Europa riuscì a trovare un accordo con l'amministrazione comunale di Trieste, a cui venne donato l'edificio (che divenne una Cappella civica) in cambio del restauro e del mantenimento del diritto all'uso religioso anglicano e di un locale di servizio. Il restauro venne iniziato nel 1991 e, dopo alcuni anni, la comunità anglicana celebrò il proprio ritorno nella chiesa di Cristo con la messa di Natale del 1995.

## Architettura
La facciata neoclassica presenta un pronao in stile dorico in antis, con due pilastri laterali e due colonne lisce centrali che chiudono lo spazio sottostante il frontone.